# دانادری
دانادری (به انگلیسی: Dunadry) یک روستا در بریتانیا است. دانادری ۴۳۰ نفر جمعیت دارد.